# 愛の爆弾=CHERISH 〜アインシュタインからの伝言〜
『愛の爆弾＝CHERISH 〜アインシュタインからの伝言〜』（あいのばくだん チェリッシュ アインシュタインからのでんごん）は、T-BOLANのオリジナル・アルバム。2022年3月14日発売。発売元はBeing。

## 概要
オリジナルアルバムとしては1993年12月に発売された『LOOZ』以来、約28年ぶりとなった。森友嵐士は「充実した制作期間を経て、今、やり切った気持ちでいっぱいです。この作品はアインシュタインが、俺たちに残してくれた伝言、人類が持つ最大のチカラ『愛の爆弾』をテーマとして創りあげたメッセージアルバムです。T-BOLANの『愛の爆弾』13曲が詰まっています。みんなの愛へと繋がりますように。」と、コメントしている。

## 収録曲
| 全作詞: 森友嵐士（※特記以外）。 |                                                      |                       |                    |                             |      |
| #                               | タイトル                                             | 作詞                  | 作曲               | 編曲                        | 時間 |
| 1.                              | 「A BRA CADA BRA 〜道標〜」                          | 森友嵐士（※特記以外） | 森友嵐士・五味孝氏 | 五味孝氏                    | 4:26 |
| 2.                              | 「NO CONTROL 〜警告〜」                              | 森友嵐士（※特記以外） | 大島こうすけ       | 大島こうすけ                | 4:06 |
| 3.                              | 「愛の爆弾＝CHERISH 〜アインシュタインからの伝言〜」 | 森友嵐士（※特記以外） | 五味孝氏           | 五味孝氏                    | 3:17 |
| 4.                              | 「ずっと君を」                                       | 森友嵐士（※特記以外） | 森友嵐士           | 葉山たけし・T-BOLAN         | 5:45 |
| 5.                              | 「祈りの空」                                         | 森友嵐士（※特記以外） | 森友嵐士           | 小島良喜                    | 7:02 |
| 6.                              | 「京恋唄」                                           | 森友嵐士（※特記以外） | 森友嵐士           | 池田大介                    | 6:14 |
| 7.                              | 「Re:I」                                             | 森友嵐士（※特記以外） | 五味孝氏           | T-BOLAN                     | 3:46 |
| 8.                              | 「俺たちのストーリー」                               | 森友嵐士（※特記以外） | 五味孝氏           | T-BOLAN                     | 4:08 |
| 9.                              | 「ひとつの空 -no rain no rainbow-」                  | 森友嵐士（※特記以外） | 五味孝氏・森友嵐士 | T-BOLAN / Strings: 池田大介 | 4:38 |
| 10.                             | 「声なき声がきこえる」(※作詞: 近藤房之助)            | 森友嵐士（※特記以外） | 森友嵐士           | 増崎孝司                    | 5:23 |
| 11.                             | 「Crazy Me Crazy U」                                 | 森友嵐士（※特記以外） | 森友嵐士           | T-BOLAN                     | 3:05 |
| 12.                             | 「My life is My way 2020」                           | 森友嵐士（※特記以外） | 森友嵐士           | T-BOLAN                     | 6:05 |
| 13.                             | 「ありがとうのうた 〜あいのたね〜」                  | 森友嵐士（※特記以外） | 森友嵐士           | 五味孝氏                    | 5:24 |
| 合計時間:                       | 合計時間:                                            | 合計時間:             | 合計時間:          | 63:19                       |      |

## 楽曲解説
- シングル収録曲の詳細は、各項目を参照。

1. A BRA CADA BRA 〜道標〜
  - 五味が制作したオケに森友が新たなメロディを乗せる過程で、「DANDAN DUBIDUBA DUBIDUDANDAN」という呪文のようなサビが最初に生まれ、そこから全体が作られていったエポックメイキングな曲。[3]
  - 謎解きのように散りばめられたフレーズには、「常識を疑うところから始めてみないか」という深いメッセージが込められている。[3]
  - 「迷える娑婆気たち」への、まごうことなき「道標」となる作品。[3]
2. NO CONTROL 〜警告〜
  - T-BOLAN結成以来、初のコンペによる選由。“新しい風を入れたい”という森友からの申し出があり、自身にとって新鮮なリズムやメロディラインを指針に、150曲集められた中から大島こうすけのデモが選ばれた。8ビートを得意とする森友にとって、16分のグルーヴの体得は新たなる挑戦となったが、その結果前衛的なアレンジとマッチした、新たなヴォーカルの魅力を提示する作品に仕上がった。[3]
  - メタファーを用いた社会派な歌詞。[3]
3. 愛の爆弾＝CHERISH 〜アインシュタインからの伝言〜
  - 2020年11月頃に構想が生まれ、2021年8月に完成を迎えた、今作の軸となる作品。[3]
  - MV及び、アルバムジャケットに使用されているアインシュタインをイメージした顔のモデルは、アインシュタイン一族の直系のひ孫世代のマーク・アインシュタイン氏。偶然森友の昔からの釣り仲間で、「コロナ禍だからこそ愛というものをもう一度クローズアップして、相手を思いやる気持ちを発信したい」という趣旨に贅同、協力が決まった。[3]
4. ずっと君を
  - ベスト・アルバム『T-BOLAN 〜夏の終わりに BEST〜 LOVE SONGS+1 & LIFE SONGS』に収録曲であり、完全復活後第一弾作品。[3]
  - 歌詞は、90年代のラブソングの中で描かれた男女が、愛し合い、時を重ねる中で様々なことを乗り越えながら今も側にいる情景をイメージして作られた。「Lovin’ you」（2nd AL『BABY BLUE』収録）をはじめ、当時の全ラブソングに対するアンサーソングであり、90年代T-BOLANを愛してくれたファンへのラブソングにもなっている。[3]
5. 祈りの空
  - 全ての魂へのレクイエム。森友は、今作の中でとても重要な作品と断言している。[3]
  - 当初フルアレンジで進めていたが、ヴォーカルとオケが寄り添わず、イメージに近づくことができないまま半年ほど試行錯誤を繰り返していた。そんな時森友の脳裏に浮かんだのが、小島良喜の「Truth in your eyes」（ピアノのインストゥルメンタル）。この曲の趣を踏襲し、ピアノとオルガンのみのオケを依頼。歌詞を読み、コード譜だけ渡された小島は、森友の思い描く世界観を（ピアノとオルガンそれぞれ）ワンテイクで見事に描き出した。[3]
  - 歌は、オルガンを録音する際に録ったガイドヴォーカルをあえて採用している。[3]
  - 森友は1日も早いコロナ終息を願い、比叡山僧侶と共に「灯47全国行脚」によって全国47都道府県へと祈りを捧げた。沖縄からスタートした頃、まだタイトルもなくワンコーラスしかないままに、その祈りと共に届けられていた曲である。[3]
6. 京恋唄
  - 森友が2012年に京都・高台寺で初の奉納ライブを行ったことがきっかけで生まれたバラード。ソロプロジェクトで歌っていたところ、歌手の石川さゆりから申し出があり提供、今回はそのセルフカバーとなる。[3]
  - 豊臣秀吉の菩提を弔うため高台寺を建立したねね（北政所）の歌を作りたいと考えていたある日、夜明け前にふと目が覚めると歌詞が浮かんできた。その夜ピアノに向かうと、導かれるように一気に曲と歌詞が完成したという、森友にとって神聖な一曲。時空をこえた壮大な愛が描かれている。[3]
7. Re:I
  - 「上野の生還～2016年カウントダウンの奇跡、そしてT-BOLAN完全復活へ」･･････その中で気付かされた、“励ますチカラ”の底知れぬエネルギーをテーマに、上野への感謝を込めて制作された曲。“励ますチカラ”はIからYOUへと一方通行ではなく、YOUからIへと返信され、さらにWEへと繋がり広がっていくもの。そんな思いを込め、あえて「Re:I」というタイトル表記にしている。[3]
  - DVDシングルとして2018年10月17日にリリース。[3]
8. 俺たちのストーリー
  - Amazon Prime Videoオリジナルドラマ『湘南純愛組!』／関西テレビ『湘南純愛組!鎌倉の狂犬編』オープニング曲。[3]
  - タイアップ先行で楽曲を書き下ろしたのは、90年代を通じても今作が初。[3]
  - 五味作曲の「青春」を彷彿させる疾走感溢れるロックチューンで、歌詞はドラマからイメージした、自分を探して必死でもがいていた心、夢中で追いかけた恋、駆け引きのない友情など、十代の頃の心模様を描いている。[3]
9. ひとつの空 -no rain no rainbow-
  - 映画『ひとつの空』主題歌。森友の比叡山親善大使の活動に興味をもった監督・脚本の遠藤一平から楽曲制作の依頼を受け、書き下ろしたバラード曲。[3]
  - 「空手道」を通して、人としての心の在り方を描いた映画のストーリーから森友がインスパイアした「norain no rainbow」というキーワードをサブタイトルに添えている。[3]
10. 声なき声がきこえる
  - 『B.B.QUEENS LEGEND 〜See you someday〜』に収録された曲のセルフカバー。歌えなくなった時期に、近藤房之助のライブに唯一足を運び、「歌うことの幸せ」を思い出していたという森友。[3]
  - 前出の企画コラボが決まった際、「頑張って帰ってきた森友のことを歌いたい。“声なき声がきこえる”って感じか！」という近藤の発言に感動した森友が、この言葉をタイトルにデモを作成。できたメロディに近藤がフルサイズの歌詞を書き上げ、幾度かディスカッションを重ねながら完成に至った。[3]
  - 森友は、「自分にとって特別な一曲。この曲の存在を世界一喜んでいるのは俺。だからどうしても今回このNEWアルバムに入れたかった。」と語っている。[3]
11. Crazy Me Crazy U
  - 90年代に制作し、ミックス前まで完成させてキープしてあった作品。今回、あえて歌い直しをせず、当時のヴォーカルをそのまま使用することにより、90年代から28年ぶりのアルバムへと繋ぐ架け橋的な位置付けの楽曲となった。[3]
  - 好きだからこそ傷つきあう男女を描いた歌詞の真髄は、「本当の愛」。激しい口調の言葉が並んでいるが、ある意味「愛の爆弾」の裏側であり、シンクロしている。[3]
12. My life is My way 2020
  - ドラマ「湘南純愛組!」主題歌。[3]
  - オリジナルは、ライブ本編にラストで演奏される定番曲。[3]
  - 『T-BOLAN LIVE HEAVEN 2017 夏の終わりに『再会』〜Acoustic Live Tour〜』のリハーサル中、ミュージシャン達が何の気なしに弾き始めた演奏に乗って、自然と歌い始めた森友。そうして偶然生まれたのが今回のバラードバージョンである。スローになった分、歌詞の世界観、言霊がより伝わってくる。[3]
13. ありがとうのうた 〜あいのたね〜
  - 2020年コロナ禍の初春、医療従事者をはじめ、家族や友人など大切な人達への感謝の気持ちを伝えるために立ち上げた「ありがとうのうたプロジェクト」から生まれた楽曲。エンディングの「ららら」のコーラス、サブタイトルはファンクラブで募集したもの。[3]
  - シンプルでいて最もプラスのエネルギーを放つ言葉でアルバムを締めくくっている。[3]

## 参加ミュージシャン

### T-BOLAN
- 森友嵐士 - Vocal
- 五味孝氏 - Guitar
- 上野博史 - Bass
- 青木和義 - Drums

### ゲストミュージシャン
- 近藤房之助 - Vocal (#10)
- 坪倉唯子 - Chorus (#1,3,4,6,7,8,11,12)
- JUON - Chorus (#2)
- 原田喧太 - Chorus (#3,8,9,12,13)
- YOUTA - Chorus (#4,7)
- SAYAKA - Chorus (#7)
- TEARS Ikki Chorus  - Chorus (#13)
- 小野塚晃
  - Piano (#4,10,12)
  - Organ (#10)
  - Keyboards & Programming (#10)
- 小島良喜
  - Piano (#5)
  - Organ (#3,5,11,13)
- 倉田信雄 - Piano (#6,9)
- 大島こうすけ - Keyboards & Programming (#2)
- 増崎孝司 - Bass (#10)
- 牧山純子 - Violin (#9,12)
- 四家卯大 - Cello (#6)